# Gazakriget (2008–2009)
Gazakriget var en upptrappning av Israel–Palestina-konflikten och bröt ut den 27 december 2008 i samband med att Israel inledde Operation Gjutet bly (hebreiska מבצע עופרת יצוקה, Mivtza Oferet Yetzuka; engelska Operation Cast Lead), en militär offensiv riktad mot Hamas på Gazaremsan. Den militära offensiven inleddes med luftangrepp utfört av det israeliska flygvapnet (IAF) i form av flygbombning av Gazaremsan. Som grund för den militära offensiven angavs att israeliska städer och byar måste skyddas från Qassam-beskjutningar från området. Den 3 januari 2009 gick Israel in med marktrupper i Gaza. Offensiven avslutades 18 januari 2009, efter tjugotvå dagar, sedan Israel deklarerat ensidig vapenvila och Hamas meddelat eldupphör.

## Bakgrund

Antalet raketer avfyrade mot Israel från Gaza 2002–2007.

Under åren 2001–2008 hade Hamas skjutit över 3 000 raketer från Gaza mot Israel. Detta ökade kraftigt efter att Israel hade utrymt bosättningarna i Gaza. Israel ansåg ockupationen avslutad. Dock så finns den israeliska blockaden av Gaza och den israeliska kontrollen över luftrum och hav kvar. Eftersom Hamas, som valts av Gazas folk, har som uttryckligt mål att förinta Israel, vidtog Israel dessa åtgärder. Den 19 juni 2008 inleddes en halvårslång vapenvila mellan Israel och Hamas på Gazaremsan. Denna vapenvila förhandlades fram med diplomatisk medling från Egypten och under detta halvår dödades ingen israel till följd av raketattacker från Gazaremsan och endast ett relativt begränsat antal palestinier dödades till följd av israeliska militäroperationer på Gazaremsan. Båda sidor anklagade dock varandra för att inte ha respekterat överenskommelsen. Israel krävde att Hamas skulle stoppa de raketbeskjutningar mot israeliska städer och byar som ofta utfördes av mindre palestinska grupperingar. Hamas yrkade å sin sida att Israel måste häva sin blockad, som de hävdade drabbade den fattiga befolkningen på Gazaremsan. Den 1 november dödade israeliska trupper en palestinier. Händelsen ledde till att raketer avfyrades från Gaza mot Israel och som svar på detta kom anfall från Israel som dödade ytterligare sex palestinier. Ytterligare palestinier dödades i israeliska räder in i Gaza  som svar på de palestinska attackerna mot Israel. Hamas ansåg därmed att vapenvilan var bruten.. Under tiden 29 september 2000 till den 26 december 2008 hade drygt 3 000 personer i Gaza dödats av Israels militär. En stor majoritet av dessa var civila, inklusive barn och kvinnor.

## Förberedelser för kriget

### Militära förberedelser
Försvarsminister Ehud Barak gav enligt israelisk press redan under försommaren 2008 order om att krigsmakten skulle inleda förberedelserna för en offensiv mot Gaza. Detta var redan innan de förhandlingar genomförts, som skulle utmynna i vapenstillestånd mellan Israel och Hamas.

### Propagandakriget
Inför kriget på Gaza ville Israels regering undvika att få samma negativa publicitet som under Libanonkriget 2006. Man förberedde därför opinionsbildningen noggrant. Åtta månader före krigsutbrottet bildades en ny organisation, Det Nationella Informationsdirektoratet som skulle samordna budskapen från alla de olika myndigheterna. Direktoratet skulle sköta det som kallas hasbara på hebreiska, en blandning av information och propaganda.

Direktoratet skulle även koordinera den internationella verksamheten från ambassaderna och med proisraeliska föreningar, vänskapsförbund och sympatisörer i diasporan. När det gällde Gaza och Hamas skulle huvudbudskapet vara att Hamas bröt vapenvilan med Israel, att Israels mål är att försvara sin befolkning och att Hamas är en terroristorganisation som har Israels civila som mål.
Under tiden före anfallet såg israeliska myndigheter till att inga västerländska journalister eller andra västerlänningar skulle befinna sig i Gaza. De enda européer som under kriget kunde vittna om det som hände var därför endast två norska läkare som med hjälp av norska UD kunnat komma in till Gaza via Egypten 

## Förlopp

### Flygbombningar
Upptrappningen av konflikten inleddes med flygbombningar den 27 december 2008 klockan 11.30 lokal tid på Gazaremsan och var riktade mot Hamas som svar på Qassam-raketerna från området mot civila mål i Israel. Verksamheten benämndes Operation Gjutet bly av den israeliska militären som genomförde attackerna.

### Markoffensiv
Den 3 januari 2009, ungefär klockan 18.30 svensk tid, gick Israel in med marktrupper i Gaza.

## Krigets offer
Enligt en FN-rapport 
dödades under kriget 1 434 palestinier, varav 709 enligt israelisk militär  var stridande. Bland de döda fanns 288 barn och 121 kvinnor. Av 239 poliser som dödades dog 235 på krigets första dag i en flygräd. Av 5 303 skadade palestinier var 1 606 barn och 828 kvinnor. Det beräknas av ungefär 21 000 bostäder förstördes, antingen totalförstörda eller allvarligt skadade. Den israeliska armén uppger att för att minska de civila offren spreds över en miljon flygblad och ringdes 165 000 samtal för att förvarna palestinier i områden som skulle attackeras.
Tretton israeler dödades under konflikten, därav 3 civila. Fyra av de dödade soldaterna dödades av misstag av de egna.
Enligt en undersökning från FN:s utvecklingsprogram UNDP, publicerad i september 2009 har över 14 000 bostäder, 68 regeringsbyggnader och 31 lokaler för enskilda organisationer helt eller delvis förstörts under militäroffensiven mot Gaza. Det beräknas att närmare 600 000 ton rasmassor röjas innan det mer långsiktiga återuppbyggnadsarbetet kan påbörjas. Att få bort rasmassorna är högsta prioritet eftersom det i rasmassorna finns giftiga material och möjligen även odetonerad ammunition.

## Reaktioner
FN:s säkerhetsråd uppmanade till omedelbart eldupphör, redan den 28 december. Samma uppmaning kom från många nationella regeringar. Säkerhetsrådet utfärdade en förnyad resolution om omdedelbart eldupphör den 9 januari.
Sir Gerald Kaufman, en ledamot för Labour i det brittiska parlamentet av judisk börd och en känd kritiker av Israel, jämförde de israeliska trupperna i Gaza med nazisterna som tvingade hans familj att fly till Polen.
Brittiske översten och författaren Richard Kemp hävdade att IDF gjort mer än någon annan armé i historien för att skydda civila som befann sig i krigszonen.

### Kritik mot Israel
I juli 2009 rapporterade den israeliska organisationen Shovrim Shtika (Bryt tystnaden) att soldaterna hade order att betrakta alla invånare, civila såväl som militära, som fiender. Anledningen skulle vara att minimera Israels egna förluster för att på sått behålla stödet för aktionen hos den egna befolkningen.
Amnesty har riktat skarp kritik mot Israels krigföring. Amnesty kritiserade Israel för att ha skjutit kvinnor och barn till döds på nära håll utan att de hade utgjort någon fara för israeliska soldater och för att stridsflyg bombat civila bostäder och i många fall dödat boende i sömnen. Barn som lekt på hustak och sjukvårdspersonal sysselsatt med att vårda skadade personer har beskjutits med precisionsraketer. Genom att hindra tillgång till vård och bistånd till skadade och instängda dog flera skadade i onödan och lidandet förvärrades i många fall, enligt Amnesty. Dessutom anklagas Israel för att använda civila palestinier som mänskliga sköldar, genom att tvinga dem att stanna kvar i hus som armén tagit över och använt som militära positioner.
Röda korset har anklagat Israel för att lämna sårade palestinier åt sitt öde i Gazas stridszoner. Röda korsets personal påträffade 19 sårade, bland dem barn, endast 80 meter från israeliska soldater, utan att dessa gjort några ansatser att undsätta dem.
Human Rights Watch uppmanade Israel att sluta använda vit fosfor. I ett annat uttalande under kriget uppmanade man Israel att tillåta evakuering av skadade civila. Samma organisation anklagar Israel för att med högprecisionsvapen ha dödat civila.
En FN-rapport kritiserade Israel efter det att flera FN-byggnader bombats. En FN-kommission hade granskat nio händelser. I sex av fallen fann kommissionen att döds- och skadefallen samt förstörelsen hade åstadkommits med militära medel. Ammunitionen som användes hade avfyrats eller fällts från luften eller skjutits från marken av det israeliska försvaret. FN-rapporten rekommenderar vidare undersökning av incidenterna, för att se om det rör sig om krigsbrott. Rapporten avvisar Israels beskyllningar om att militanta palestinier skulle ha skjutit från en FN-skola vid det tillfälle när 40 personer utanför skolan dödades av israelisk eld.
En FN-rapport (Goldstonerapporten) publicerad i september 2009 riktar skarp kritik mot Israel. Enligt rapporten var de militära insatserna i Gaza riktade mot Gazas befolkning som helhet och ingick i en övergripande politik som gick ut på att straffa Gazas invånare. Bland annat menade författarna att Israel medvetet använt oproportionerligt våld riktat mot civila. Båda sidor bedömdes ha begått krigsbrott, kanske även brott mot mänskligheten. Israeliska myndigheter förnekade detta och den israeliska människorättsorganisationen B’Tselem ifrågasatte slutsatsen i rapporten. Goldstone själv har tagit avstånd från slutsatsen att Israel medvetet skulle ha riktat våld mot civila. Detta efter att ha tagit del av utredningar Israel själv har gjort. Han konstaterar att flera av de enskilda fallen av dödligt våld mot civila som diskuterades i rapporten, dels bekräftas av Israel, men viktigare, förklaras trovärdigt genom olika typer av misstag. Han menar vidare, att om Israel från början samarbetat skulle rapporten sett annorlunda ut i dessa delar. Slutligen konstaterar han att Hamas, till skillnad från Israel, inte gjort några utredningar av de misstankar om krigsbrott som riktats mot dem.
I en rapport i december 2009, ett år efter kriget, säger Amnesty tillsammans med ett antal andra organisationer att Israels blockad av Gaza gör återuppbyggnaden omöjlig. Bostäder, skolor, sjukhus, elektricitet och vattenförsörjning är fortfarande ett år efter flyganfallen totalt raserade i delar av Gaza. Trasiga avloppssystem gör att många dör i diarrésjukdomar. EU har anslagit medel för återuppbyggnad men den förhindras av att Israel inte tillåter att byggmaterial förs in i Gaza. Israel kommenterar kritiken med att man begränsar försörjningen av material som kan användas av Hamas för militära ändamål.
Angående den fortsatta blockaden av livsnödvändiga varor säger en rapport från Amnesty i januari 2010 att Israels blockad av Gaza innebär en kollektiv bestraffning av Gazas invånare snarare än ett hinder för raketattacker.

### Kritik mot Hamas
Enligt en debattartikel i tidningen Världen idag har Kanadas tidigare justitieminister Irwin Cotler, numera professor i juridik vid McGill University, hävdat att Hamas under konflikten begick flera allvarliga krigsförbrytelser och brott mot mänskligheten: Man valde medvetet ut civila mål i Israel för raketbeskjutning, besköt systematiskt civila mål i Israel (ett brott mot mänskligheten), grupperade sina eldställningar vid civila byggnader och tog därmed den palestinska civilbefolkningen till sin gisslan och till mänskliga sköldar, använde sig av ambulanser för transporter av kombattanter och krigsmateriel; man förklädde sig till läkare medan man utförde stridshandlingar; man använde sig av FN:s flagga och symboler som skydd bakom vilka man företog stridshandlingar och man rekryterar barnsoldater och uppmanar till folkmord på judar.
Basman Attalah, en palestinier i Gaza, anklagar Hamas för att ha torterat hans bror, en lärare och PLO-medlem, till döds, efter att han hade kritiserat dem för deras väpnade styrkors uppträdande under konflikten.. Andra palestinier som av Hamas utpekats som kollaboratörer har mördats, torterats eller blivit skjutna i knäskålen.
Amnesty kritiserade Hamas för att de avfyrat raketer och placerat militär utrustning nära civila hem  och använt palestinier som mänskliga sköldar.
FN konstaterar i sin rapport att vid ett tillfälle har den palestinska sidan gjorde sig skyldig till en attack mot FN-mål..
FN-rapporten som publicerades i september 2009 kritiserade Hamas för de raketer som sköts mot Israel: Liksom Israel bedömdes Hamas ha begått krigsbrott, kanske även brott mot mänskligheten.

### Amnestys kritik av Israels utredning av kriget
Människorättsorganisationen Amnesty International skriver i en rapport att Israels utredning av krigsbrott utförda under kriget i Gaza inte uppfyller internationell standard vad gäller oberoende, opartiskhet, öppenhet, omedelbarhet och effektivitet. Kriget i Gaza, som kostade över 1.400 palestinier och tre civila israeler livet, innefattade bland annat attacker på FN-byggnader, skolor och moskéer, utbredd förstörelse av bostadsområden och infrastruktur, användande av människor som "mänskliga sköldar" och bruk av vapen med vit fosfor i tättbebyggda områden skriver Amnesty. Vit fosfor bränner kött ned till benen och även små skador orsakar ofta döden för den drabbade.[källa behövs]
Enligt Amnesty utfördes den israeliska attacken på ett hänsynslöst sätt, utan respekt för civila liv och egendom och med oförmåga från åtminstone delar av den israeliska krigsmakten att skilja mellan militära mål och civila objekt. Amnesty pekar på att trots att en stor mängd vittnesmål om uppenbara brott mot krigets lagar har begåtts har hittills bara en soldat straffats och detta var för stöld av ett kreditkort. Januari 2010 erkände den israeliska staten att vit fosfor använts i tätbefolkade områden, något man tidigare förnekat, och meddelat att man straffat två höga militärer för detta brott. Militärerna är dock fortfarande fullt verksamma i den israeliska armén.
Amnesty International menar att det är orimligt i att militärer utreder sina egna brott. "Den israeliska armén utreder sig själv och detta kan inte på något sätt vara adekvat för att nå sanning och garantera rättvisa för de drabbade" skriver Amnesty i sin rapport. Det israeliska svaret på FN:s Goldstonerapport är enligt Amnesty inte nog, och enligt Amnestys uppfattning borde FN utkräva ansvar från förövarna av brotten och säkra rättvisa för deras offer. Israel har inte ratificerat Internationella brottmålsdomstolens regler antagna av FN:s konferens i Rom den 4 juli 1998 och kan därför inte prövas i denna domstol.